# اردشیر پنجم
بسوس با نام سلطنتی اردشیر پنجم (پارسی باستان: 𐎠𐎼𐎫𐎧𐏁𐏂𐎠) که در شاهنامه جانوسیار نیز نامیده شده، شَهرَب باختر، از سرداران داریوش سوم در جنگ با اسکندر و شاهنشاه خودخوانده شاهنشاهی هخامنشی در میانه ۳۳۰ تا ۳۲۹ پیش از میلاد بود.
بسوس یکی از اعضای خاندان هخامنشی و برادرزاده داریوش سوم بود. بسوس ساتراپ باختر بود، و مدت کوتاهی پس از کشتن داریوش سوم به قدرت رسید. او متعاقباً تلاش کرد تا بخش شرقی امپراتوری را در برابر تهاجم مقدونیان حفظ کند اما قلمروی او به سرعت شروع به فروپاشی کرد؛ از جمله باختر که مرکز اصلی فرمانروایی‌اش بود. پس از فرار به سغد، افسرانش او را دستگیر و در نهایت به اسکندر تسلیم کردند و در هگمتانه اعدام شد.

## نام
نام یونانی بسوس (Βήσσος Bēssos) برگرفته از پارسی باستان *بایاچا (به معنی «محافظت‌شده از ترس») است. اردشیر {{به پارسی باستان|𐎠𐎼𐎫𐎧𐏁𐏂𐎠}} Artaxšaçāʰ، در لغت معنای کسی است که «پادشاهی‌اش بر پایهٔ راستی و عدالت است».

## سرگذشت
از پیشینه بسوس اطلاعات زیادی در دست نیست، جز اینکه وی عضوی از خاندان هخامنشی بوده‌است. در دوران پادشاهی داریوش سوم (حک. ۳۳۶–۳۳۰ پ. م)، بسوس به عنوان ساتراپ باختر که یک ساتراپی مهم در بخش شرقی امپراتوری بود انتخاب شد. سرزمین باختر که از حدود ۵۴۰ پیش از میلاد تحت فرمانروایی هخامنشیان اداره می‌شد، یک ناحیه آباد و پرجمعیت بود و همان‌طور که یافته‌های باستان‌شناسی نشان می‌دهد، کشاورزی، تجارت، بازرگانی و صنایع دستی در این منطقه رونق فراوانی داشت. به نظر می‌رسد که منصب «ساتراپ باختر» معادل مقام «نایب پادشاه شرق» بوده‌است.
بسوس به عنوان ساتراپ باختر، توانست بر سغد و مناطقی که هم‌مرز با هند بود، حکومت کند. او توانست وفاداری و تابعیت گروه‌های عشایری ایرانی‌تبار در آسیای میانه از جمله: ساکا، داهان و ماساگت‌ها را حفظ کند. به گفته ریچارد فولتس ایران‌شناس، ساتراپی‌های شرقی عملاً قلمرو شخصی بسوس به حساب می‌آمد. پس از شکست ایران مقابل اسکندر (حک. ۳۳۶–۳۲۳ پ. م) در نبرد ایسوس در سال ۳۳۳ پیش از میلاد، داریوش سوم بسوس را برای کمک احضار کرد.
بسوس در سال ۳۳۱ پیش از میلاد در نبرد گوگمل علیه اسکندر شرکت کرد. او گروهی متشکل از باختری‌ها، سغدی‌ها، هندی‌ها و همچنین متحدان سکایی‌اش را در ارتش ایران داخل کرده‌ بود. او سواره‌نظام را در جناح چپ نیروهای پارسی رهبری می‌کرد و قصد داشت حملات اسکندر را در آن جناح فلج کند. پس از شکست ایرانیان در نبرد، بسوس به دنبال داریوش به شهر هگمتانه در ماد رفت. در آنجا بسوس با تعدادی از بزرگان، مانند نبرزن و بارسائنت، ساتراپ رخج-زرنگ، علیه داریوش توطئه کردند. آنها با هم داریوش را در اواسط سال ۳۳۰ پیش از میلاد دستگیر کردند و بسوس به عنوان رهبر نیروهای شورشی انتخاب شد که این امر احتمالاً به دلیل تبار هخامنشی او بود. دستگیری داریوش این بهانه را به اسکندر داد تا از او انتقام بگیرد. بسوس و شورشیان در حال فرار از نیروهای مقدونی، داریوش را در یک گاری سرپوشیده که گفته می‌شود با یک زنجیر طلایی بسته شده بود، حمل می‌کردند. بسوس و همدستانش برای اینکه زمان برای فرارشان بخرند، داریوش را کشتند و جسد او را در کنار جاده رها کردند. این قتل در ژوئیه ۳۳۰ پیش از میلاد و در نزدیکی هکاتومپیلوس رخ داد. جسد داریوش سوم پس از مدتی توسط اسکندر پیدا شد و او را در یک گوردخمه سلطنتی در تخت جمشید دفن کردند.

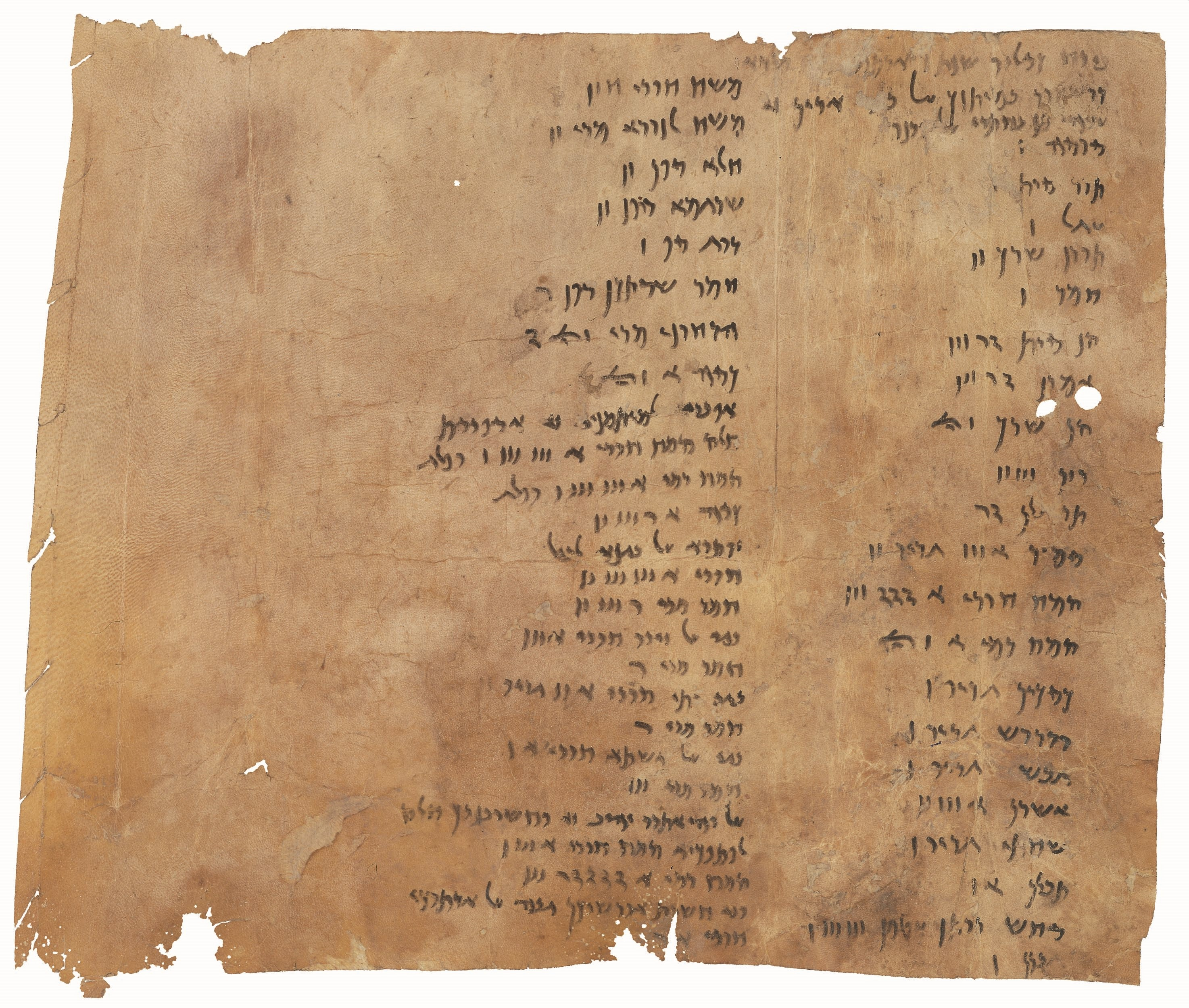
فهرست تدارکات بسوس، نوامبر–دسامبر ۳۳۰ پیش از میلاد، سند آرامی از مجموعه اسناد اداری هخامنشی.

در پاییز سال ۳۳۰ پیش از میلاد و در بلخ، پایتخت باختر، بسوس خود را شاهنشاه شاهنشاهی هخامنشی، با نام سلطنتی اردشیر پنجم معرفی کرد. در آنجا او تلاش می‌کرد تا قسمت شرقی امپراتوری را در برابر تهاجم اسکندر حفظ کند. غصب تاج و تخت توسط بسوس و مقاومت‌های نیرومند در آسیای مرکزی مشکل جدیدی برای مقدونی‌ها ایجاد کرده بود. اگر آنها در مقابله با بسوس شکست می‌خوردند، غصب او می‌توانست به‌عنوان یک تغییر در حکومت هخامنشی تلقی شود؛ بنابراین، مرگ داریوش سوم بی‌اهمیت می‌شد. با این حال، امپراتوری بسوس به سرعت شروع به فروپاشی کرد. نبرزن با پذیرش موقعیت ناامیدکننده خود، تسلیم اسکندر شد و با وساطت باگواس مورد عفو اسکندر قرار گرفت. ساتی‌برزن در سال ۳۲۹ پیش از میلاد، قبل از اینکه بسوس بتواند به او کمک کند توسط نیروهای مقدونی شکست خورد و کشته شد. تقریباً در همان زمان، بارسائنت نیز برای فرار از نیروهای مقدونی به هند گریخت.

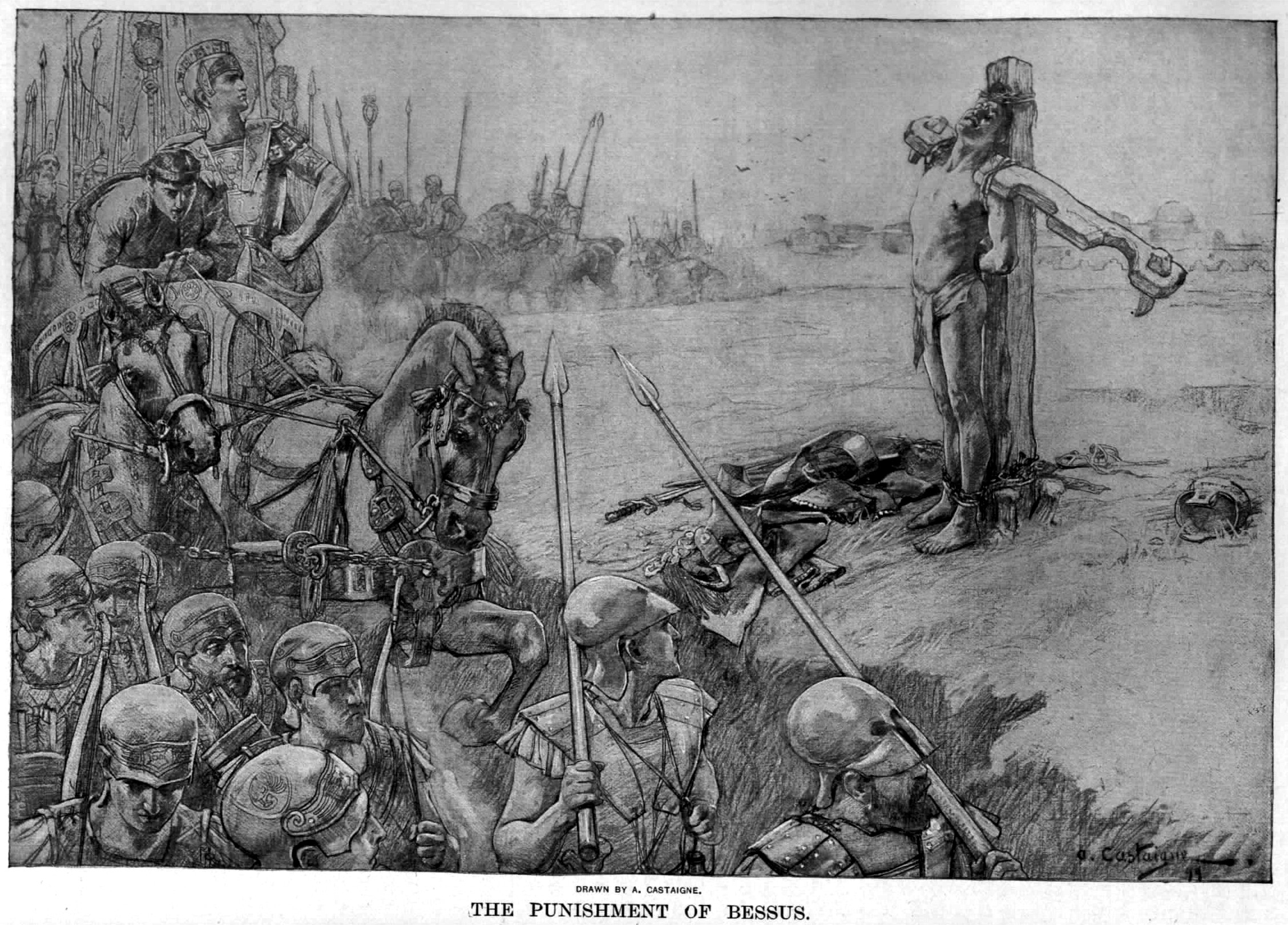
مجازات بسوس اثر آندره کاستاین (۱۸۹۸-۱۸۹۹)

به گفته مورخ یونانی قرن اول پیش از میلاد، دیودور سیسیلی (درگذشته ۳۰ پ. م)، بسوس برنامه‌هایی برای دفاع از باختر داشت و همواره از ساکنان آن می‌خواست که از استقلال خود دفاع کنند. او توانست ۸۰۰۰ نفر از باختری‌هایی را که به ظاهر از بازماندگان سربازانی بودند که زیر نظر او در گوگمل جنگیده بودند، جمع‌آوری کند. با این حال، بسیاری از آن سربازان پس از دریافت خبری مبنی بر عبور اسکندر از هندوکش متفرق شدند. بسوس به جای موضع‌گیری با عبور از آمودریا به سغد گریخت و امیدوار بود که از سغدی‌ها، خوارزمی‌ها و سکاها کمک بگیرد. فرار او از باختر سبب شد که بسیاری از حامیان باختری او از وی قطع امید کنند و متنفر شوند. نظر والدمار هکل، مورخ کانادایی، این است که بسوس از ابتدا هم محبوبیت خاصی نداشت و می‌افزاید که برجسته‌ترین حامیان او یا کشته شده یا فرار کرده بودند. هیپارک‌ها و سلسله‌های محلی باختر-سغد نیز متوجه شدند که منزوی شده‌اند و بنابراین یک پیروزی — حداقل یک پیروزی بزرگ — بعید بود.
اسکندر، از زمان پیروزی در نبرد گوگمل به عنوان ارباب آسیا شناخته شده بود. اقدامات او حاکی از آن بود که او برای ادامه نظام شاهنشاهی هخامنشی برنامه‌ریزی می‌کرد و این بدان معنی بود که  اجازه خواهند داشت تا قدرت خود را حفظ کنند. علاوه بر این، اسکندر نه تنها بسیاری از دشمنان سابق خود را عفو کرده بود، بلکه آنها را به جایگاه‌های سابق خود بازگردانده بود؛ بنابراین، آنها بسوس را تهدیدِ به مراتب بزرگتری برای امنیت خود می‌دانستند تا اسکندر را. افسران سغدی بسوس او را در ناحیه شهرسبز امروزی، دستگیر کردند و به مقدونی‌ها سپردند. تحویل بسوس به این صورت انجام شد که اسپیتامنس و دیتافرنس او را در دهکده‌ای رها کردند تا بطلمیوس او را دستگیر کند و مطابق دستورهای اسکندر، بسته و برهنه نزد او ببرد. بسوس ابتدا در حضور مردم شلاق خورد و سپس گوش و بینی او را بریدند. او سرانجام به هگمتانه فرستاده شد و در آنجا مقدونی‌ها او را اعدام کردند. نظارت بر اعدام نیز بر عهده هوخشتره، پدر بسوس و برادر داریوش سوم بود.

## در ادبیات فارسی
بسوس در شاهنامه با نام جانوسیار/جانوشیار ظاهر می‌شود. جانوسیار که در موقعیت ناامیدکننده‌ای قرار دارد، همراه با ماهیار (نبرزن) دارا دوم (داریوش سوم) را به قتل می‌رسانند و سپس با اسکندر برای مذاکره ملاقات می‌کنند. پس از تشییع جنازه دارا، اسکندر جانوسیار و ماهیار را اعدام می‌کند.